# Sophia Ralli
Sophia Ralli (Grieks: Σοφία Ράλλη) (Naousa, 4 maart 1988) is een Grieks alpineskiester. Ze nam driemaal deel aan de Olympische Winterspelen, maar behaalde geen medaille. 

## Carrière
Ralli maakte haar wereldbekerdebuut in januari 2007 tijdens de reuzenslalom in Cortina d'Ampezzo. Ze behaalde nog nooit punten voor de wereldbeker.
Op de Olympische Winterspelen 2010 in Vancouver was een 47e plaats op de slalom haar beste resultaat. Tijdens de Olympische winterspelen 2014 eindigde ze 38e op de slalom en 58e op de reuzenslalom.

## Resultaten

### Wereldkampioenschappen
| Jaar | Plaats                 | Resultaten                    |
| ---- | ---------------------- | ----------------------------- |
| 2009 | Val d'Isère            | 40e Slalom 46e Reuzenslalom   |
| 2011 | Garmisch-Partenkirchen | DNF1 Reuzenslalom DSQ1 Slalom |
| 2013 | Schladming             | 66e Slalom 70e Reuzenslalom   |
| 2015 | Vail/Beaver Creek      | 56e Slalom 83e Reuzenslalom   |
| 2017 | Sankt Moritz           | 48e Slalom 63e Reuzenslalom   |
| 2019 | Åre                    | 45e Slalom 70e Reuzenslalom   |

### Olympische Spelen
| Jaar | Plaats      | Resultaten                  |
| ---- | ----------- | --------------------------- |
| 2010 | Vancouver   | 47e Slalom 53e Reuzenslalom |
| 2014 | Sotsji      | 38e Slalom 58e Reuzenslalom |
| 2018 | Pyeongchang | 44e Slalom 52e Reuzenslalom |